# TeleRad
TeleRad is een Belgische nationale organisatie die sinds 1993 toezicht houdt op ioniserende straling.  
Via een netwerk van 189 meetpunten verspreid over het grondgebied en 81 punten rond de gevarenzones, zoals de kerncentrales van Doel en Tihange, Mol en Fleurus. Er staan nog 58 meetpunten op gesloten  installaties. Nog 50 andere punten staan in de buurt van gevarenzones in het buitenland. De spreiding van de andere is op basis van een rooster van 20 km op 20 km waarbij in elk van de vakken van het rooster één meetpunt is. 
Het valt onder de bevoegdheid van de FANC die in opdracht van het Ministerie van Binnenlandse zaken zelfstandig werkt rond straling en radioactiviteit. 

## Meettoestellen[2]
IMN, IMA, IMRDe detectie gebeurt door meerdere gegevens te combineren. Een Geiger-Müllerteller meet de totale stralingswaarde. Daarnaast zijn nog 2 andere detectoren en een neerslagsensor.
AER, IODDit meettoestel (AER) laat 25m³ lucht per uur door een filter gaan waarbij door een Scintillatiemeting de dosis bepaald wordt. Bij een verhoogde Betadeeltjes detectie wordt een actieve-kool filter actief die metingen doet op basis van een Nal scintillatiemeter.
Gammaspectometer (GAM)Te Mol, Fleurus en het CFC te Brussel staan germanium halfgeleider detectoren. Deze kunnen ook bepalen welke radionucliden verantwoordelijk zijn voor de verhoogde meting.
Radioactiviteit in de waterlopen (IMW)In labo's van de federale overheid worden wekelijks monsters geanalyseerd die via een continu systeem werden genomen in de waterlopen.
Mobielmetingen (MOB)TeleRad beschikt eveneens over mobiele installaties die kunnen geplaatst worden naar aanleiding van specifieke noden of incidenten. Deze werken op batterijen of zonnepanelen en zenden hun gegevens uit op UHF.